# Bengt Rosengren (1927-2020)
Bengt Rosengren, född 10 september 1927 i Uppsala, död 7 maj 2020 i Göteborg, var en svensk läkare och professor i onkologi.
Bengt Rosengren föddes som son till professor Bengt Rosengren och dennes hustru Lisa, född Ljungquist. Han tog studentexamen från Hvitfeldtska högre allmänna läroverket i Göteborg år 1946, blev medicine kandidat vid Uppsala universitet 1949, medicine licentiat 1952 och medicine doktor vid Göteborgs universitet 1960 (disputerade 1959), docent i radioterapi vid Göteborgs universitet 1959, underläkare vid kirurgkliniken och Jubileumskliniken vid Sahlgrenska sjukhuset 1953–1959. Bengt Rosengren kom senare att verka i Linköping och Bergen, där han var professor fram till sin pension.
Bengt Rosengren var från 1953 gift med Ingegärd Davidsson, född 1931.